# Трифоново (Мурманская область)
Трифоново — упразднённый населённый пункт в Печенгском районе Мурманской области России.

## География
Урочище находится в северо-западной части Мурманской области, в зоне притундровых лесов и редкостойной тайги, на западном берегу Печенгской губы Баренцева моря, на расстоянии примерно 45 километров (по прямой) к северо-востоку от посёлка городского типа Никель, административного центра района. Абсолютная высота — 10 метров над уровнем моря.

## История
Поселение возникло в 1874 году как колония, в 1920—1944 годах — в составе финской области Петсамо. Действовал кирпичный завод. В 1939 году было сожжено при отступлении финской армии, а население эвакуировано. В 1940—1941 годах восстановлено, с 1945 года — в составе Печенгского поселкового совета. В 1951—1960 году в Трифонове располагалась база строителей железнодорожной линии Кола — Печенга; в 1971—1996 годах — место дислокации воинской части.
Исключён из учётных данных 16 января 2003 года в связи с отсутствием проживающего населения.

## Население
| 1885 | 1895 | 1910 | 1919 | 1931 | 2002 |
| ---- | ---- | ---- | ---- | ---- | ---- |
| 24   | 45   | 66   | 84   | 96   | 0    |